# Хомерт (природный парк)
Природный парк Хомерт учреждён в 1965 году. Расположен в Зауэрланде, между долиной Ленне на юго-западе и долиной Рура на северо-востоке. Занимает площадь 550 км². Своё название парк получил от горы Хомерт, расположенной на его юго-востоке. Её высота составляет 656 м, и это самая высокая точка парка.
На северо-востоке природный парк Хомерт примыкает к природному парку Арнсбергский лес, на юго-востоке — к природному парку Ротхаргебирге и на юго-западе — к природному парку Эббегебирге.
Ландшафты парка представлены лесами, пастбищами, пашнями, речными долинами а также причудливыми скалами и утесами, особенно в долине Хённе. Примыкающие к долине Хённе территории имеют особенно богатый животный и растительный мир. Имеются горные можжевеловые пустоши. Некоторые часть территории природного парка имеют ещё более высокий природоохранный статус — природного или ландшафтного заповедника.
Из-за вырубок, проводившихся в предыдущих столетиях, сейчас только немногим более половины территории парка занято лесом. На его территории находится водохранилище Зорперзе.